# Tjärnafjällsjön
Tjärnafjällsjön är en sjö i Krokoms kommun i Jämtland och ingår i Indalsälvens huvudavrinningsområde. Sjön har en area på 1,84 kvadratkilometer och ligger 492,3 meter över havet. Sjön avvattnas av vattendraget Lillån.

## Delavrinningsområde
Tjärnafjällsjön ingår i det delavrinningsområde (708875-143997) som SMHI kallar för Utloppet av Tjärnafjällsjön. Medelhöjden är 535 meter över havet och ytan är 8,27 kvadratkilometer. Räknas de 2 avrinningsområdena uppströms in blir den ackumulerade arean 9,99 kvadratkilometer. Lillån som avvattnar avrinningsområdet har biflödesordning 4, vilket innebär att vattnet flödar genom totalt 4 vattendrag innan det når havet efter 271 kilometer. Avrinningsområdet består mestadels av skog (70 procent). Avrinningsområdet har 1,83 kvadratkilometer vattenytor vilket ger det en sjöprocent på 22,1 procent.